# Scultore (costellazione)
Lo Scultore (in latino Sculptor, abbreviata in Scl) è una delle 88 costellazioni moderne. Si tratta di una costellazione meridionale minore introdotta dall'astronomo francese Nicolas Louis de Lacaille; egli la denominò originariamente come Studio dello Scultore, ma il nome è stato in seguito abbreviato.

## Caratteristiche

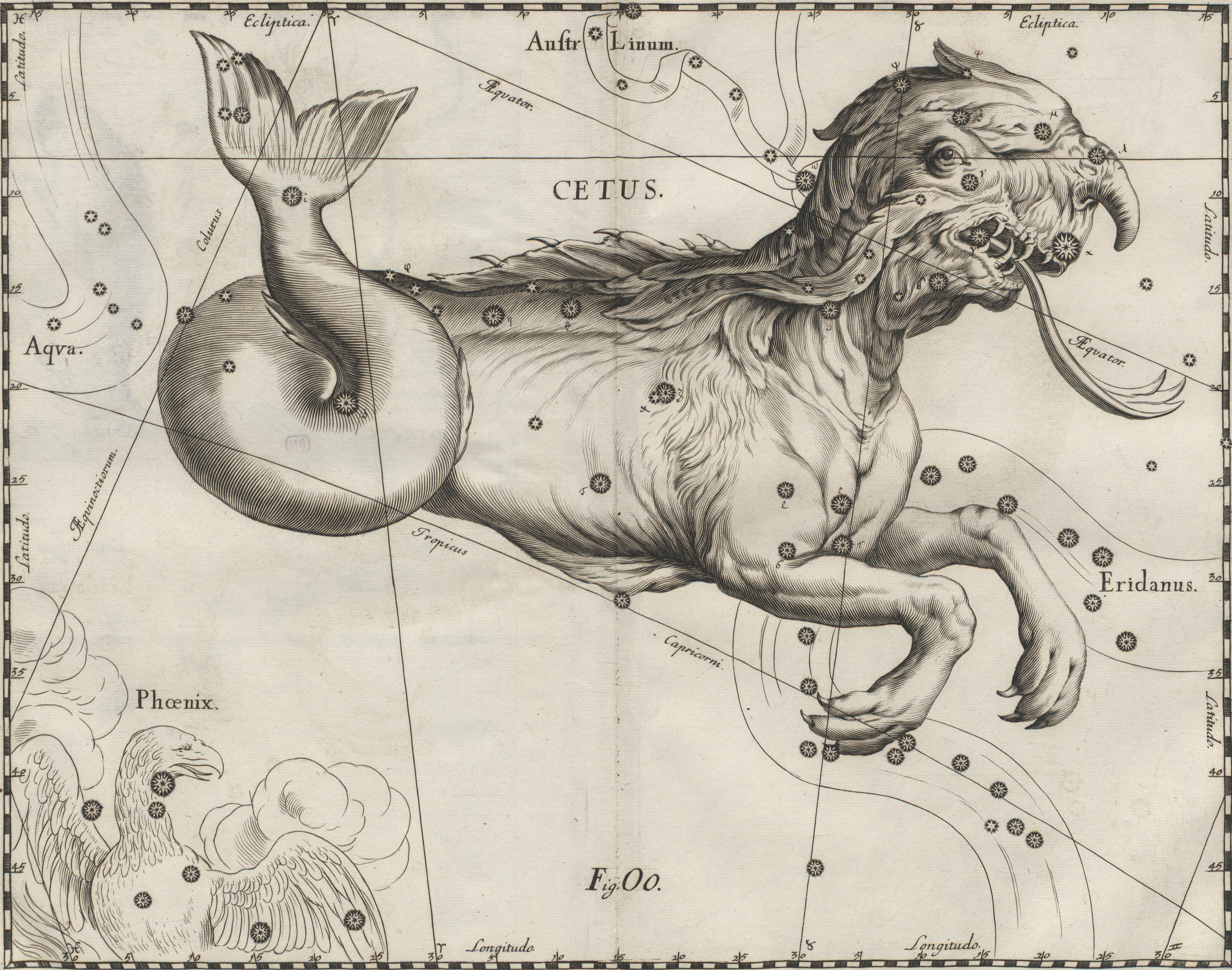
La costellazione della Balena illustrata da Johann Hevelius; la regione vuota a sud è ora occupata dallo Scultore.

Lo Scultore è un'oscura costellazione situata a declinazioni moderatamente australi; occupa la regione di cielo a sud della Balena ed è compresa fra le brillanti stelle Fomalhaut, Deneb Kaitos e Ankaa, pertanto la sua individuazione ne risulta molto facilitata. Le sue stelle più brillanti sono solo di quarta magnitudine e le stelle di fondo sono in numero esiguo, a causa della distanza dalla scia della Via Lattea; in particolare, il polo sud galattico ricade in questa costellazione. Proprio la distanza dal piano galattico fa sì che sia possibile osservare senza ostacoli gli oggetti extragalattici, in particolare le galassie.
Il periodo più propizio per la sua osservazione nel cielo serale ricade nei mesi compresi fra ottobre e gennaio, coincidenti con l'autunno boreale; l'emisfero australe è il luogo più adatto per la sua individuazione, ma anche dall'emisfero nord può essere osservata per intero fino alla latitudine 50°N, sebbene la totale assenza di stelle luminose rendano ancor più necessario cercare dei riferimenti in altre costellazioni vicine.

### Stelle principali
- α Sculptoris è una gigante blu di magnitudine 4,30 distante 672 anni luce; la sua magnitudine assoluta è pari a -2,27.
- β Sculptoris è una stella subgigante azzurra di magnitudine 4,38 distante 178 anni luce.
- γ Sculptoris è una gigante arancione di magnitudine 4,41 distante 179 anni luce; si trova fisicamente vicina alla β Sculptoris.
- δ Sculptoris è una stella bianca di magnitudine 4,59 distante 143 anni luce.

### Stelle doppie
Lo Scultore non contiene stelle doppie di facile osservazione, mentre in generale le coppie di stelle risolvibili sono piuttosto rare.
- La più facile è la HD 223991, una coppia formata da una stella bianca di sesta grandezza e da una giallastra di settima, con una separazione di 6,4", dunque alla portata di un telescopio di medie dimensioni.

| Principali stelle doppie |                                          |                                          |             |             |                                 |        |
| Nome                     | Coordinate equatoriali all'epoca J2000.0 | Coordinate equatoriali all'epoca J2000.0 | Magnitudine | Magnitudine | Separazione (in secondi d'arco) | Colore |
| Nome                     | AR                                       | Dec                                      | A           | B           | Separazione (in secondi d'arco) | Colore |
| HD 223991                | 23h 54m 21s                              | -27° 02′ 35″                             | 6,8         | 7,5         | 6,4                             | b + g  |
| κ1 Sculptoris            | 00h 09m 21s                              | -27° 59′ 16″                             | 6,1         | 6,3         | 1,4                             | g + g  |
| HD 3074                  | 00h 33m 44s                              | -35° 00′ 07″                             | 6,6         | 8,4         | 5,3                             | g + g  |

### Stelle variabili
Fra le stelle variabili della costellazione ve ne sono alcune osservabili con un binocolo o con un piccolo telescopio.
Fra le variabili semiregolari, molto abbondanti, vi è la R Sculptoris, che in fase di massima arriva alla magnitudine 6,1; in circa un anno scende fino all'ottava grandezza, divenendo cos' visibile sono con un binocolo di media potenza, per poi risalire. Un'altra semiregolare facile da osservare è la Y Sculptoris, che in circa 10 mesi oscilla fra le magnitudini 7,5 e 9,0.
S Sculptoris è una Mireide facile da notare; in fase di massima è visibile anche ad occhio nudo come una stella rossastra di quinta magnitudine, mentre in fase di minima è di tredicesima grandezza. Il suo periodo è di un anno quasi esatto.
| Principali stelle variabili |                                          |                                          |             |             |                  |                                   |
| Nome                        | Coordinate equatoriali all'epoca J2000.0 | Coordinate equatoriali all'epoca J2000.0 | Magnitudine | Magnitudine | Periodo (giorni) | Tipo                              |
| Nome                        | AR                                       | Dec                                      | Max.        | Min.        | Periodo (giorni) | Tipo                              |
| R Sculptoris                | 01h 26m 58s                              | -32° 32′ 35″                             | 6,1         | 8,8         | 363, 06          | Semiregolare (Stella al carbonio) |
| S Sculptoris                | 00h 15m 22s                              | -32° 02′ 43″                             | 5,5         | 13,6        | 366,02           | Mireide                           |
| Y Sculptoris                | 23h 09m 06s                              | -30° 08′ 02″                             | 7,5         | 9,0         | 300:             | Semiregolare pulsante             |
| SW Sculptoris               | 00h 06m 14s                              | -32° 48′ 59″                             | 7,3         | 9,3         | 144:             | Semiregolare pulsante             |
| AC Sculptoris               | 00h 56m 19s                              | -25° 33′ 14″                             | 7,92        | 8,26        | 47:              | Semiregolare pulsante             |
| AL Sculptoris               | 23h 55m 17s                              | -31° 55′ 17″                             | 6,06        | 6,33        | 2,4451           | Eclisse (Bin. spettr.)            |
| η Sculptoris                | 00h 27m 56s                              | -33° 00′ 25″                             | 4,80        | 4,90        | -                | Irregolare                        |

## Oggetti del profondo cielo

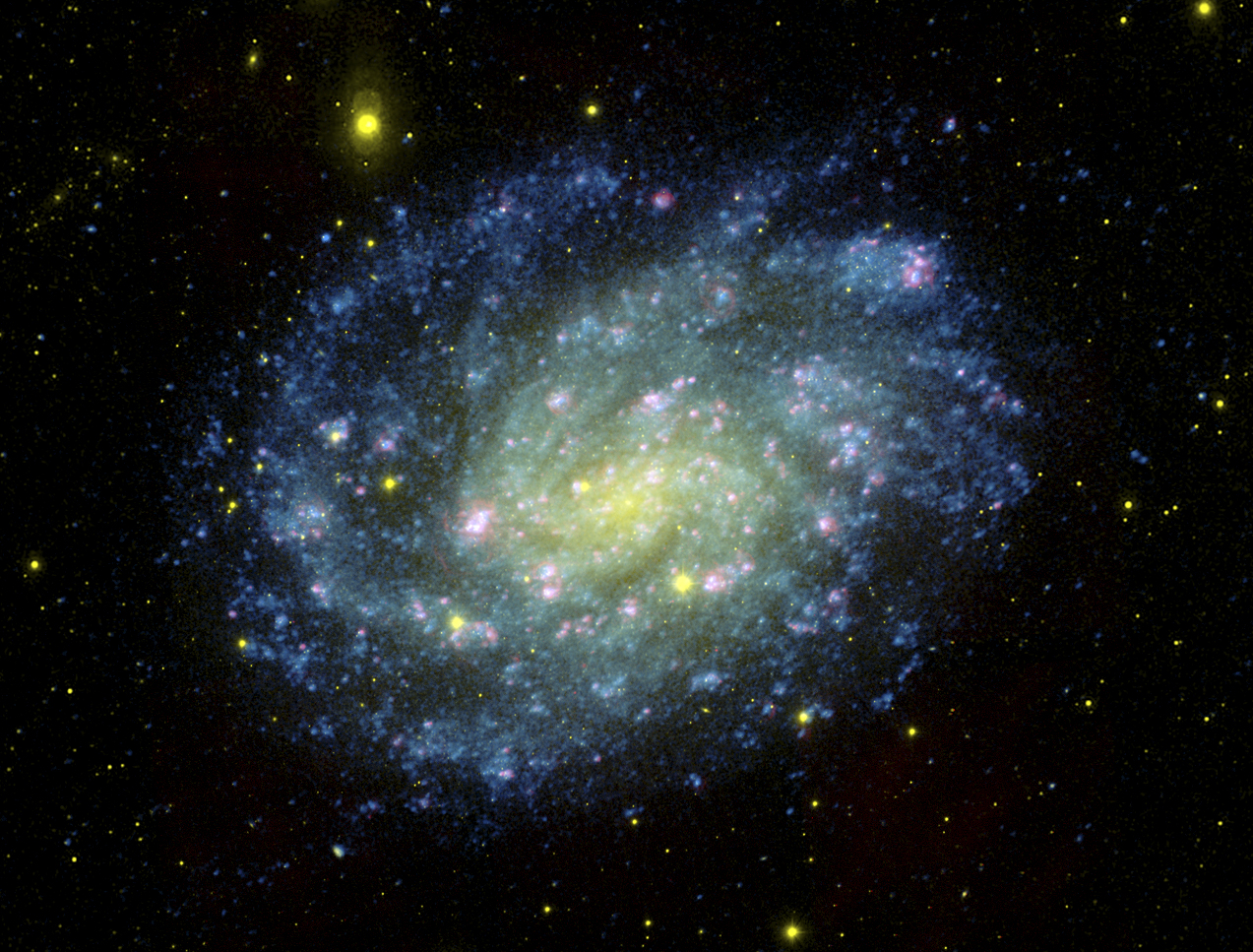
La galassia NGC 300, visibile nella parte orientale della costellazione.

Lo Scultore è sede del polo sud galattico; ciò comporta che gli oggetti extragalattici non vengano mascherati dalle polveri galattiche.
La galassia più brillante della costellazione, nonché una delle più luminose del cielo, è NGC 253, nota anche col nome di Galassia dello Scultore; si tratta di una grande galassia spirale barrata vista parzialmente di taglio, ben visibile anche con un semplice binocolo come un fuso luminoso allungato. Anche NGC 55 è una brillante galassia, di forma asimmetrica e vista di taglio, situata sul confine con la Fenice, come pure NGC 289, visibile con piccoli strumenti.
Nel settore occidentale dello Scultore si trova NGC 7793, una galassia spirale con un piccolo nucleo e un esteso sistema di bracci di spirale.
Nella regione centro-orientale della costellazione si trova anche la Galassia Nana dello Scultore, una galassia nana che fa parte del Gruppo Locale.
È presente pure un ammasso globulare, NGC 288, nella parte nordorientale della costellazione.
| Principali oggetti non stellari |                                          |                                          |                   |             |                                        |              |
| Nome                            | Coordinate equatoriali all'epoca J2000.0 | Coordinate equatoriali all'epoca J2000.0 | Tipo              | Magnitudine | Dimensioni apparenti (in primi d'arco) | Nome proprio |
| Nome                            | AR                                       | Dec                                      | Tipo              | Magnitudine | Dimensioni apparenti (in primi d'arco) | Nome proprio |
| NGC 7507                        | 23h 12m 08s                              | -28° 32′ 26″                             | Galassia          | 10,8        | 2,8 x 2,7                              |              |
| IC 5332                         | 23h 34m 30s                              | -36° 06′ 00″                             | Galassia          | 10,6        | 6,6 x 5,1                              |              |
| NGC 7793                        | 23h 57m 48s                              | -32° 35′ 30″                             | Galassia          | 9,2         | 9,3 x 6,3                              |              |
| NGC 55                          | 00h 15m 08s                              | -39° 13′ 14″                             | Galassia          | 8,3         | 32,4 x 5,6                             |              |
| NGC 134                         | 23h 33m 16s                              | -54° 05′ 43″                             | Galassia          | 11,7        | 2,9 x 1,9                              |              |
| NGC 253                         | 00h 47m 33s                              | -25° 17′ 17″                             | Galassia          | 7,8         | 27,5 x 6,8                             |              |
| NGC 288                         | 00h 52m 47s                              | -26° 35′ 24″                             | Ammasso globulare | 8,1         | 14                                     |              |
| NGC 289                         | 00h 52m 42s                              | -41° 26′ 11″                             | Galassia          | 11,0        | 5,1 x 3,4                              |              |
| NGC 300                         | 00h 54m 53s                              | -37° 41′ 00″                             | Galassia          | 8,3         | 21,9 x 15,5                            |              |
| NGC 423                         | 01h 11m 22.2s                            | -29° 14′ 04″                             | Galassia          | 14,2        | 1,0 x 0,4                              |              |
| NGC 613                         | 01h 34m 18s                              | -29° 24′ 58″                             | Galassia          | 10,1        | 5,5 x 4,2                              |              |

## Sistemi planetari
Nello Scultore sono noti due sistemi planetari composti da un solo pianeta confermato, entrambi posti a una distanza leggermente superiore a 1 UA.
| Sistemi planetari |                                          |                                          |             |                |                              |
| Nome del sistema  | Coordinate equatoriali all'epoca J2000.0 | Coordinate equatoriali all'epoca J2000.0 | Magnitudine | Tipo di stella | Numero di pianeti confermati |
| Nome del sistema  | AR                                       | Dec                                      | Magnitudine | Tipo di stella | Numero di pianeti confermati |
| TOI-178           | 00h 29m 12s                              | -30° 27′ 13″                             | 11,95       | Nana rossa?    | 6 (b - c - d - e - f - g)    |
| HD 4208           | 00h 44m 27s                              | -26° 30′ 56″                             | 7,79        | Nana gialla    | 1 (b)                        |
| HD 4113           | 00h 49m 13s                              | -37° 58′ 57″                             | 7,91        | Nana gialla    | 1 (b)                        |
| HD 9578           | 01h 33m 17s                              | -38° 14′ 42″                             | 8,20        | Nana gialla    | 1 (b)                        |